# St Clement’s Church (Rodel)

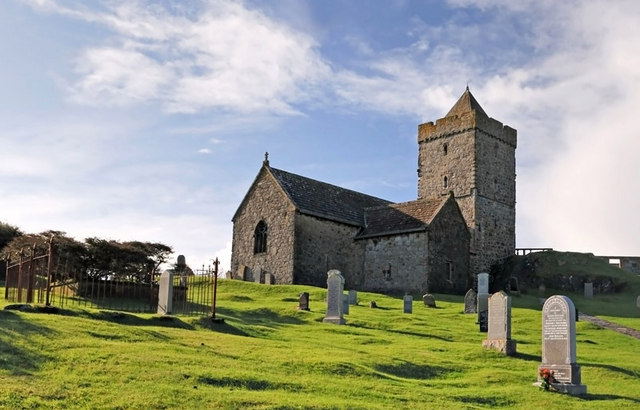
St Clement’s Church

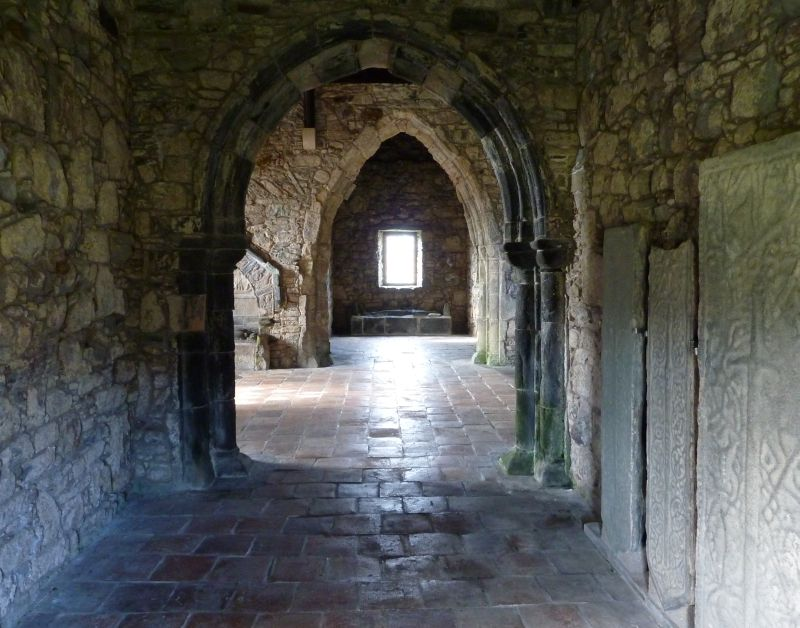
Innenraum

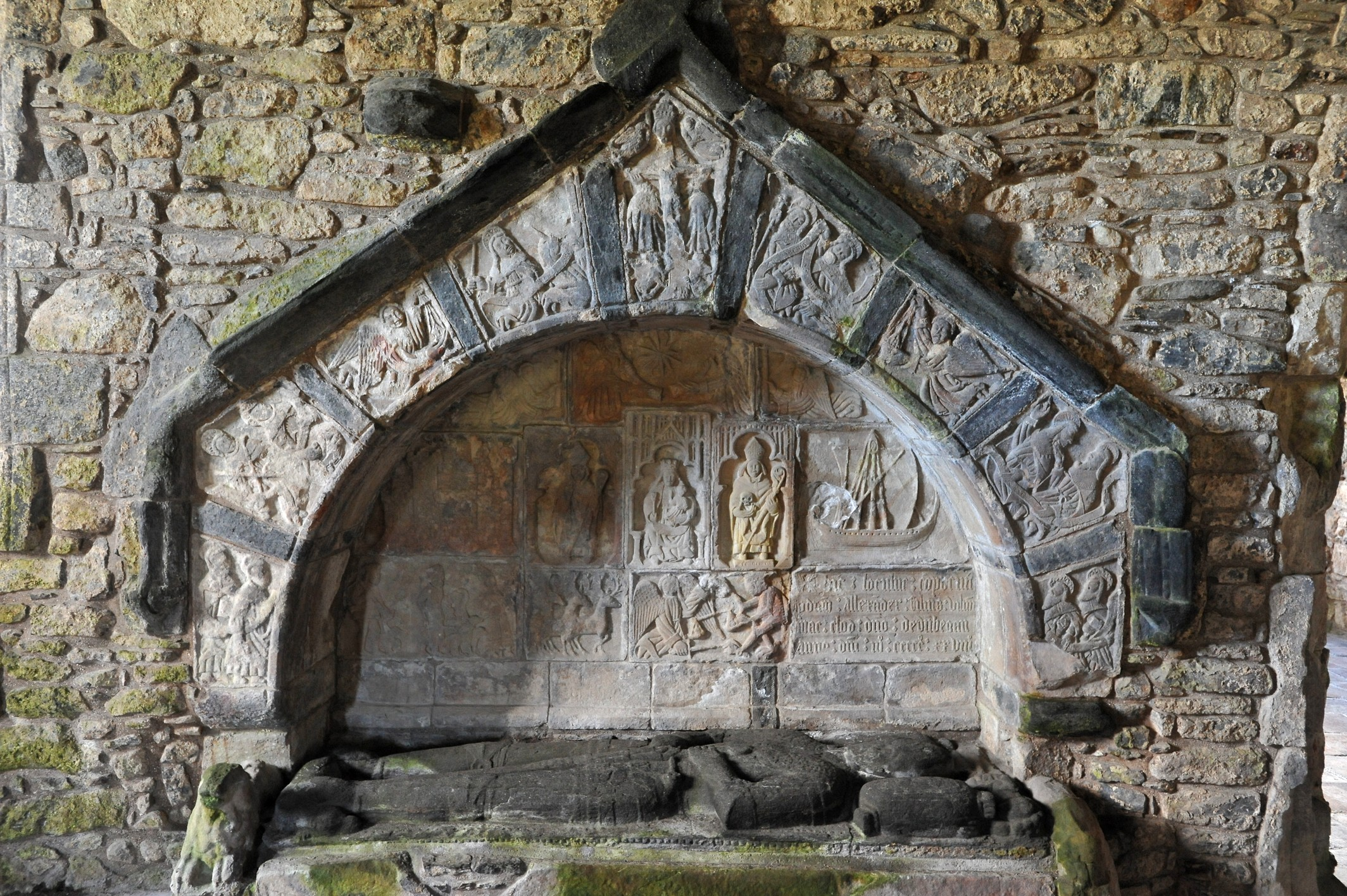
Alasdair Crotachs Grab

Die St Clement’s Church, auch Tur Chliamainn, ist ein Kirchengebäude auf der schottischen Hebrideninsel Harris. 1971 wurde das Gebäude in die schottischen Denkmallisten in der höchsten Kategorie A aufgenommen. Eine zusätzliche Einstufung als Scheduled Monument wurde 2017 aufgehoben. Es gilt als das bedeutendste vorreformatorische Kirchengebäude auf den Äußeren Hebriden. Details, auch der Grabsteine auf dem umgebenden Friedhof, sind mit spätmittelalterlichen Steinreliefen ornamentiert, darunter auch eine Sheela-na-Gig.

## Geschichte
Es wird davon ausgegangen, dass die ältesten Teile der Kirche von einem Vorgängerbau aus dem 13. Jahrhundert stammen, der teilweise in die Konstruktion integriert wurde. Als Gründer der Clemenskirche gilt Alasdair Crotach MacLeod, der achte Chief des Clans MacLeod. Alasdair MacLeod entschied sich seine letzten Lebensjahre auf Harris zu verbringen und ließ eine Kirche errichten, welche auch seine Grabstätte sein sollte. Er brach dabei mit einer Clantradition, nachdem alle Vorgänger auf der Insel Iona bestattet wurden. Sein Grab wurde im Jahre 1528 fertiggestellt (MacLeod verstarb jedoch erst 1547) und die erste Bauphase wurde wahrscheinlich um diesen Zeitraum abgeschlossen. Das Gebäude wurde dem Papst Clemens I. geweiht. Nach der Reformation wurde die Kirche aufgegeben. Im Jahre 1705 wurde das Bauwerk als Ruine beschrieben, Alexander MacLeod ließ es jedoch in den 1780er Jahren zweimal restaurieren, ein Brand vernichtete den Fortschritt der ersten Restaurierung, und erweitern. 1841 wurde die Kirche abermals als ruinös beschrieben und 1873 ein weiteres Mal instand gesetzt. Eine letzte Überarbeitung erfuhr die St Clement’s Church 1913.

## Beschreibung
Die St Clement’s Church liegt an der Südspitze von Harris in der Ortschaft Rodel am Ende der A859. Sie besteht aus einem Langhaus mit Querschiff. Am Westende ragt ein vierstöckiger Glockenturm auf. Das Mauerwerk besteht aus Bruchstein vom lokalen Gneis, die Zierbänder aus grünlichem Sandstein und die Ornamente aus Glimmerschiefer. Architektonisch weist das Bauwerk die Merkmale der ausklingenden Gotik auf. Neben verschiedenen Spitzbögen- und Lanzettfenstern ist an der Ostseite auch eine Fensterrose zu finden. Langhaus und Querschiff schließen mit schiefergedeckten Satteldächern ab, der zinnenbewehrte Glockenturm hingegen mit einem Pyramidendach. Der verwendete Schiefer weist eine rötliche Farbe auf.